# Piede cadente
Per piede cadente in medicina si intende un disordine neuromuscolare.

## Sintomatologia
Si caratterizza dalla impossibilità di flettere dorsalmente il piede durante il cammino, può manifestare parestesia o dolore.

## Diagnosi
Per una corretta diagnosi della patologia è sufficiente l'esame obiettivo, il paziente mostra segni evidenti di difficoltà nella deambulazione relativi al tallone.

## Eziologia
Le cause principali sono lesioni del nervo peroneo comune o del sistema nervoso centrale, come: ictus cerebrale, trauma cranico, sclerosi multipla, paraplegia incompleta, sindrome di Charcot-Marie-Tooth; oppure miopatia.

## Terapia
Il piede cadente viene tradizionalmente trattato con i tutori o ortesi, immobilizzando la caviglia. In alcuni casi si ricorre agli stimolatori per il piede cadente come una valida alternativa per la risoluzione del problema.